# Lijst van rijksmonumenten in Barneveld (gemeente)
De gemeente Barneveld telt 48 inschrijvingen in het rijksmonumentenregister. Hieronder een overzicht. 

## Barneveld
De plaats Barneveld telt 16 inschrijvingen in het rijksmonumentenregister. Zie Lijst van rijksmonumenten in Barneveld (dorp) voor een overzicht.

## Garderen
De plaats Garderen telt 14 inschrijvingen in het rijksmonumentenregister. Zie Lijst van rijksmonumenten in Garderen voor een overzicht.

## Kootwijk
De plaats Kootwijk telt 2 inschrijvingen in het rijksmonumentenregister.
| Object                                     | Oorspronkelijke functie? | Bouwjaar                           | Architect | Locatie    | Coördinaten?                  | Nr.?  | Afbeelding        |
| ------------------------------------------ | ------------------------ | ---------------------------------- | --------- | ---------- | ----------------------------- | ----- | ----------------- |
| Terrein waarin overblijfselen van bewoning | Archeologisch monument   | laat Romeinse tijd en Middeleeuwen |           |            | 52° 10' 47" NB, 5° 47' 38" OL | 45113 | Upload foto       |
| Nederlands Hervormde Kerk                  | Kerk en kerkonderdeel    | begin 16e eeuw                     |           | De Brink 2 | 52° 11' 3" NB, 5° 46' 13" OL  | 8624  | Meer afbeeldingen |

## Kootwijkerbroek
De plaats Kootwijkerbroek telt 1 inschrijving in het rijksmonumentenregister.
| Object                                                             | Oorspronkelijke functie?  | Bouwjaar | Architect | Locatie       | Coördinaten?                 | Nr.?  | Afbeelding        |
| ------------------------------------------------------------------ | ------------------------- | -------- | --------- | ------------- | ---------------------------- | ----- | ----------------- |
| Molen Puurveense molen. Achtkante houten bovenkruier. Is herbouwd. | Industrie- en poldermolen | 1801     |           | Walhuisweg 14 | 52° 8' 35" NB, 5° 39' 49" OL | 39060 | Meer afbeeldingen |

## Stroe
De plaats Stroe telt 6 inschrijvingen in het rijksmonumentenregister.
| Object                                                                                                   | Oorspronkelijke functie? | Bouwjaar                               | Architect | Locatie   | Coördinaten?                  | Nr.?   | Afbeelding        |
| --- | ------------------------ | -------------------------------------- | --------- | --------- | ----------------------------- | ------ | ----------------- |
| Terrein waarin 12 grafheuvels alsmede de overblijfselen van verschillende prehistorische cultuurperioden | Archeologisch monument   | Mesolithicum, Neolithicum en Bronstijd |           |           | 52° 11' 20" NB, 5° 43' 19" OL | 45112  | Upload foto       |
| Terrein waarin een grafheuvel                                                                            | Archeologisch monument   | Neolithicum en/of Bronstijd            |           |           | 52° 10' 43" NB, 5° 44' 3" OL  | 45114  | Upload foto       |
| Zaadeestgebouw                                                                                           | Nijverheid               | 1913                                   |           | Wolweg 79 | 52° 11' 29" NB, 5° 41' 42" OL | 523203 | Meer afbeeldingen |
| Kegelschuur                                                                                              | Industrie                | 1913                                   |           | Wolweg 79 | 52° 11' 29" NB, 5° 41' 42" OL | 523204 | Meer afbeeldingen |
| Kegelschuur                                                                                              | Industrie                | 1926                                   |           | Wolweg 79 | 52° 11' 29" NB, 5° 41' 42" OL | 523205 | Meer afbeeldingen |
| Hoeve "Hooimansgoed"                                                                                     | Boerderij                | 18e eeuw                               |           | Wolweg 6  | 52° 10' 43" NB, 5° 41' 47" OL | 8625   | Meer afbeeldingen |

## Terschuur
De plaats Terschuur telt 2 inschrijvingen in het rijksmonumentenregister.
| Object             | Oorspronkelijke functie?  | Bouwjaar  | Architect            | Locatie             | Coördinaten?                 | Nr.?   | Afbeelding         |
| ------------------ | ------------------------- | --------- | -------------------- | ------------------- | ---------------------------- | ------ | ------------------ |
| Boerderij 't Tweel | Boerderij                 | 1927      | E. en F.J. Verschuyl | Tweelweg 1          | 52° 9' 3" NB, 5° 30' 47" OL  | 523208 | Boerderij 't Tweel |
| Den Olden Florus   | Industrie- en poldermolen | voor 1584 |                      | Stoutenburgerweg 20 | 52° 9' 31" NB, 5° 30' 12" OL | 8627   | Meer afbeeldingen  |

## Voorthuizen
De plaats Voorthuizen telt 7 inschrijvingen in het rijksmonumentenregister.
| Object | Oorspronkelijke functie? | Bouwjaar                    | Architect                      | Locatie              | Coördinaten?                  | Nr.?   | Afbeelding |
| --- | ------------------------ | --------------------------- | ------------------------------ | -------------------- | ----------------------------- | ------ | --- |
| Terrein waarin drie grafheuvels                                                                                | Archeologisch monument   | Neolithicum en/of Bronstijd |                                |                      | 52° 12' 34" NB, 5° 38' 59" OL | 45104  | Terrein waarin drie grafheuvels                                                                                |
| Terrein waarin drie grafheuvels                                                                                | Archeologisch monument   | Neolithicum en/of Bronstijd |                                |                      | 52° 12' 35" NB, 5° 38' 47" OL | 45105  | Upload foto |
| Vrijstaand woonhuis                                                                                            | Woonhuis                 | 1926                        | D.A. van Hamburg               | Harremaatweg 44      | 52° 11' 16" NB, 5° 38' 5" OL  | 523207 | Meer afbeeldingen                                                                                              |
| Houten Joris                                                                                                   | Sport en recreatie       | 1928                        | Chris Wegerif en F.L.P. Dewald | Wolsbergerweg 7      | 52° 10' 49" NB, 5° 38' 21" OL | 523209 | Houten Joris                                                                                                   |
| Statig herenhuis, beganegrond met verdieping, waarboven een omlopend schilddak                                 | Dienstwoning             | 1785                        |                                | Kerkstraat 29        | 52° 11' 21" NB, 5° 36' 24" OL | 8628   | Meer afbeeldingen                                                                                              |
| Toren Nederlands Hervormde Kerk                                                                                | Kerk en kerkonderdeel    | 15e eeuw                    |                                | Kerkstraat 35        | 52° 11' 24" NB, 5° 36' 18" OL | 8629   | Meer afbeeldingen                                                                                              |
| Huis "Sandbergen". Aantrekkelijk landhuis met enkele goede bewaarde bijgebouwen. Gelegen in het "Wilbrinksbos" | Kasteel, buitenplaats    | eerste helft 19e eeuw       |                                | Apeldoornsestraat 95 | 52° 11' 24" NB, 5° 37' 26" OL | 8630   | Huis "Sandbergen". Aantrekkelijk landhuis met enkele goede bewaarde bijgebouwen. Gelegen in het "Wilbrinksbos" |

Aalten ·
Apeldoorn ·
Arnhem ·
Barneveld ·
Berg en Dal ·
Berkelland ·
Beuningen ·
Bronckhorst ·
Brummen ·
Buren ·
Culemborg ·
Doesburg ·
Doetinchem ·
Druten ·
Duiven ·
Ede ·
Elburg ·
Epe ·
Ermelo ·
Harderwijk ·
Hattem ·
Heerde ·
Heumen ·
Lingewaard ·
Lochem ·
Maasdriel ·
Montferland ·
Neder-Betuwe ·
Nijkerk ·
Nijmegen ·
Nunspeet ·
Oldebroek ·
Oost Gelre ·
Oude IJsselstreek ·
Overbetuwe ·
Putten ·
Renkum ·
Rheden ·
Rozendaal ·
Scherpenzeel ·
Tiel ·
Voorst ·
Wageningen ·
West Betuwe ·
West Maas en Waal ·
Westervoort ·
Wijchen ·
Winterswijk ·
Zaltbommel ·
Zevenaar ·
Zutphen